# Hivern volcànic
Un hivern volcànic és una baixada de la temperatura provocada per cendra volcànica i gotes d'àcid sulfúric, degudes a una forta erupció volcànica, presents en l'atmosfera i reflectint els raigs del Sol.

## Mecanisme

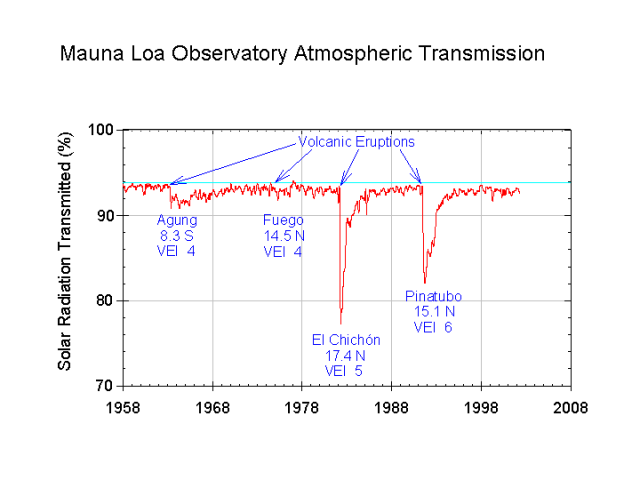
Reducció dels raigs de Sol ocasionada per la presència d'aerosols volcànics presents en l'estratosfera (mesures de l'observatori de Mauna Loa)

Una erupció volcànica pot tenir nombrosos efectes sobre l'atmosfera i la meteorologia. Cal distingir-ne els efectes troposfèrics en general limitats geogràficament i temporal, dels efectes estratosfèrics que poden concernir el globus terraqüi i durar mesos, només aquests efectes poden arrossegar un «hivern volcànic». Les matèries - gas i pols - expulsades a alta altitud per les erupcions més poderoses es reparteixen força ràpid sobre una gran superfície terrestre, gràcies als corrents aeris. Alguns dels gasos volcànics reaccionen llavors amb l'aire i formen aerosols pertorbant la transmissió dels raigs de Sol. És el cas, sobretot, del diòxid de sofre que forma gotes d'àcid sulfúric quan reacciona amb l'aigua de l'atmosfera. Aleshores augmenta l'opacitat de l'alta atmosfera: arriben menys rajos de Sol al sòl. En el cas de les erupcions més importants el clima es pot refredar sobre vastes zones. Tanmateix, aquest refredament no és l'únic efecte dels aerosols: si a baixa altitud la temperatura davalla, en l'estratosfera els aerosols posen en marxa al contrari, per efecte hivernacle s'eleva la temperatura. Els aerosols volcànics tenen per tant un efecte dinàmic sobre el clima i actuen no només refredant la baixa atmosfera sinó també pertorbant els corrents de l'alta atmosfera. Aquests efectes són, tanmateix, limitats en el temps; els aerosols decauen en alguns mesos. Les erupcions més grans poden ocasionar la presència d'aerosols d'1 a 3 anys. Una erupció volcànica actua per tant sobre el clima en funció de la violència de l'erupció, de la composició de la matèria ejectada, però també per la posició del volcà. Un volcà situat a la zona equatorial dispersa més àmpliament i més ràpidament els seus aerosols en l'atmosfera i assoleix més fàcilment un efecte global sobre l'atmosfera. Finalment, l'efecte depèn també de l'estat del sistema climàtic en el moment de l'erupció, com per exemple amb el fenomen de El Niño.

## Efectes sobre els éssers vius
Les causes d'un fenomen anomenat coll d'estrangulació sobre les poblacions d'éssers vius, que refereix una caiguda brutal de les poblacions d'espècies seguida immediatament per un període de gran divergència genètica entre els supervivents, es pot atribuir als hiverns volcànics més importants, com al del Llac Toba. Segons l'antropòleg Stanley Ambrose, tals esdeveniments disminueixen les poblacions a nivells prou baixos perquè l'evolució pugui actuar més de pressa sobre petites poblacions d'individus i produir una ràpida «diferenciació de població».

## Exemple d'hivern volcànic: El llac Toba
Un terrible hivern volcànic es produí fa aproximadament entre 71.000 i 73.000 anys, després de l'erupció del supervolcà del llac Toba a l'illa de Sumatra (Indonèsia, situada sobre l'equador). En els 6 anys posteriors hi hagué els dipòsits de sofre volcànic més fort sobre la Terra coneguts dels últims 110.000 anys, causant una probable desforestació completa a l'Àsia Sud-oriental i un refredament dels oceans de 3 a 3,5 °C. L'erupció va provocar igualment una època glacial instantània sobre la Terra, accelerant una tendència glacial ja començada que comportà un esfondrament de la població humana i animal. Aquest esdeveniment combinat amb el fet que la majoria de les diferenciacions humanes es van produir al mateix període el fan un cas probable de coll d'estrangulació de població vinculat als hiverns volcànics (vegeu la teoria de la catàstrofe de Toba). De mitjana, aquests hiverns volcànics intervenen sobre la Terra cada 50.000 anys.

## Identificació dels casos

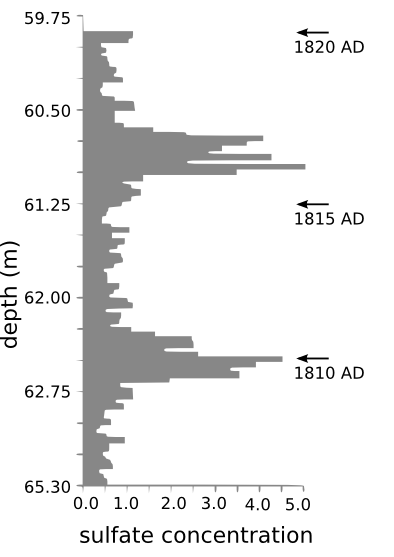
Dipòsits sulfurats mesurats en testimoni de gel extret a Groenlàndia. El pic de 1816 correspon a l'erupció del Tambora, els testimonis de gel revelen un pic anterior al 1810 que correspon a l'erupció d'un volcà desconegut.

L'escala dels hiverns volcànics més recents és més modesta tot i que els seus efectes són significatius. Amb tot, és difícil d'ajustar el nivell d'hiverns volcànics d'erupcions antigues, i els casos anteriors al segle xviii són encara mal coneguts. La identificació reposa sobre la confrontació de fonts històriques, geològiques i paleoclimàtiques. Aquestes últimes es constitueixen primàriament a partir dels testimonis de gel. S'extreuen dels casquets polars (Groenlàndia o Antàrtida) i presenten una estratigrafia anual que permet descriure esdeveniments climàtics i meteorològics. S'hi poden trobar els dipòsits sulfurats que resulten de les repercussions dels gasos volcànics. Aquests gasos es poden identificar analitzant la resistència elèctrica del gel - més àcida en aquest indret - o per anàlisis químiques més precises. Per a les erupcions més antigues, únicament la confrontació de diversos trossos permet quantificar amb un grau de certesa suficient l'amplitud dels dipòsits i, per tant, de la pertorbació climàtica. Aleshores es poden cercar altres fonts, sobretot per anàlisis dendrocronològiques. L'anàlisi geològica del volcà responsable de la pertorbació - quan és conegut - pot permetre'n precisar la violència de la seva explosió (IEV) i sobretot referir la seva situació geogràfica a la quantitat de dipòsits sulfurats mesurada en la pols. Les fonts històriques són susceptibles d'aportar nombrosos elements a partir del registre, per part del contemporanis, d'indicis de pertorbacions meteorològiques tals com hivern rigorós, estat plujós, etc., postes de sol particularment rogenques o fenòmens de boira seca, etc. Finalment, aquestes dades poden aclarir les conseqüències indirectes d'aquestes pertorbacions: caresties, fams, epidèmies i tensions socials consecutives.